# Assen-Zuid vasútállomás
Assen-Zuid vasútállomás egy tervezett vasútállomás Hollandiában, Assen városában.

## Vasútvonalak
Az állomást az alábbi vasútvonalak érintik:
- Meppel–Groningen-vasútvonal

## Kapcsolódó állomások
A vasútállomáshoz az alábbi állomások vannak a legközelebb: